# Nsimbala kaila
Nsimbala kaila är en insektsart som beskrevs av Irena Dworakowska 1974. Nsimbala kaila ingår i släktet Nsimbala och familjen dvärgstritar. Inga underarter finns listade i Catalogue of Life.